# Línea 3 (Urbanos Algeciras)
| Paradas de ida                            | 20             |
| Paradas de vuelta                         | 20             |
| Longitud                                  | 9,8 km         |
| Tiempo estimado                           | 30 min         |
| Circula                                   | Todos los días |
| Primer autobús (días laborables)          | 7:00           |
| Último autobús (días laborables)          | 22:00          |
| Frecuencia (días laborables)              | 30 min         |
| Frecuencia (sábados, domingos y festivos) | 45 min         |
| Autobuses diarios (días laborables)       | 31 por sentido |

La Línea 3 del Servicio Urbano de Algeciras es una ruta de transporte urbano en autobús. Es el principal eje longitudinal de la ciudad, comunicando los extremos norte y sur de Algeciras en un recorrido de casi 10 kilómetros, es la línea de autobús urbano más larga de Algeciras.
Inicia su recorrido en el Rinconcillo, en la zona norte de Algeciras, junto a la playa del mismo nombre. Continúa hacia el sur por las avenidas de este barrio hasta llegar al enlace con la A-7 a la altura del Embarcadero. A partir de aquí esta línea hace dos paradas en las vías de servicio de la autovía, y entra en la antigua travesía de la N-340 haciendo el mismo recorrido que los autobuses interurbanos.
Llegando a la Plaza de Andalucía, el autobús toma un desvío a la izquierda para adentrarse en la céntrica avenida de Blas Infante, pasar junto al Parque María Cristina e incorporarse a la Avenida Virgen del Carmen con destino al Puerto, donde se encuentra el enlace con el resto de las líneas urbanas.
A partir de este punto, el recorrido es hacia el sur por el Paseo de la Conferencia y la avenida de Carlos Cano hasta llegar a San García, al sur de la ciudad, terminando el recorrido en las inmediaciones del Hospital Punta de Europa.